# Mira Wanting
Mira Herfort Wanting (* 19. April 1978 in Frederiksberg; † 22. Dezember 2012 in Kopenhagen) war eine dänische Schauspielerin.

## Leben und Wirken
Mira Wanting wuchs als Tochter eines Rechtsanwalts und einer Sekretärin in Frederiksberg auf. Mit zehn Jahren wurde sie von einem Casting-Agenten von Nordisk Film als Schülerin entdeckt und für einen Spielfilm gecastet. Sie wirkte daraufhin in ihrer Schulzeit bereits in mehreren Filmen als Kinderdarstellerin mit.
Nach ihrem Schulabschluss zog sie nach Kopenhagen und absolvierte dort von 1994 bis 1997 ihre Schauspielausbildung an der Staatlichen Theaterhochschule. Ihr Bühnendebüt als Darstellerin hatte sie im Jahr 1997 am Königlichen Theater Kopenhagen. Als Bühnendarstellerin wirkte sie in zahlreichen Theaterstücken, Musicals und in Kabarett-Programmen mit, so unter anderem auch am Odense Teater, am Aarhus Teater, am Østre Gasværk-Teater oder am Folketeatret, wo sie von 1999 bis 2008 als festes Ensemblemitglied engagiert war. Bis zum Jahr 2011 wirkte sie als Schauspielerin vor der Kamera in mehr als 30 Film- und Fernsehproduktionen mit. Einem breiten Publikum bekannt wurde sie vor allem durch ihre Rolle als Gitte in der fünfteiligen Filmreihe Anja und Viktor. Auch bekannt wurde sie ab 1998 als Annette Madsen in der Serie Hvide Logne, die eine der ersten Daily Soaps in Dänemark war und auf dem Sender TV3 ausgestrahlt wurde. Während sie zu Beginn ihrer Karriere noch in einer Nebenrolle besetzt wurde, konnte sie sich später in Hauptrollen als Charakterdarstellerin beweisen.
Wanting war unverheiratet und hatte zwei Töchter (* 1999; * 2001), die aus unterschiedlichen Beziehungen stammen. Sie erkrankte im Frühjahr 2008 an Brustkrebs und trat daraufhin als Schauspielerin kürzer. Nach einer Operation und einer anschließenden Chemotherapie war sie genesen. Wanting war danach bis zu ihrem Tod als Botschafterin für die dänische Krebsgesellschaft tätig. Im Herbst 2011 erkrankte sie an Gebärmutterhalskrebs. Sie unterzog sich daraufhin erneut einer Chemotherapie, die allerdings keinen großen Erfolg brachte. Ab Juli 2012 wurde sie nur noch palliativmedizinisch behandelt. Mira Wanting starb am 22. Dezember 2012 im Alter von 34 Jahren an ihrer Krebserkrankung in einem Hospiz, in dem sie die letzten Wochen ihres Lebens verbracht hatte. Ihre Grabstätte befindet sich auf dem Kopenhagener Garnisons Kirkegård („Garnisons-Friedhof“).

## Filmografie (Auswahl)
- 1988: Naeste Sommer maske – ingen vej tilbage
- 1991: Superdame
- 1996: Fridas forste gang
- 1997: Det store flip
- 1997: Wilde Jahre
- 1998: Surferne kommer
- 1998–2001: Hvide Logne (Daily-Soap, 397 Folgen)
- 1999: Anja & Viktor – Kaerlighed ved forste hik
- 1999: Taxa (Fernsehserie, 1 Folge)
- 1999: Liebe beim ersten Schluckauf
- 2001: Anja & Viktor – Kaerlighed ved forste hik 2
- 2001: Plan B
- 2002: Hotellet (Fernsehserie, 1 Folge)
- 2002: Barcelona für ein Jahr
- 2002: John und Mia
- 2003: Regel Nr. 1
- 2003: Anja efter Viktor
- 2005: Der Sonnenkönig
- 2007: Room 205
- 2007: Anja & Viktor – Braendende Kaerlighed
- 2008: Maj & Charlie (Fernsehserie, 13 Folgen)
- 2008: Anja & Viktor – I medgang og modgang
- 2009: Bla maend
- 2010: Karla & Jonas
- 2011: Klassefesten